# المكتب الدولي لاحترام حقوق الإنسان في الصحراء الغربية
المكتب الدولي لاحترام حقوق الإنسان في الصحراء الغربية هي منظمة حقوقية مقرها سويسرا، تعمل على تدوين انتهاكات حقوق الإنسان في الصحراء الغربية، ولها وفود في فرنسا وإيطاليا وإسبانيا. تأسست في عام 2002.

## أهداف
أهداف المكتب وفقًا لنظامه الأساسي هي:
- ضمان المعلومات العالمية كاملة قدر الإمكان حول انتهاكات حقوق الإنسان في إطار صراع الصحراء الغربية.
- شجب المنظمات الدولية (الأمم المتحدة واللجنة الدولية للصليب الأحمر وغيرها) كل انتهاك لحقوق الإنسان في المنطقة.
- ضمان اتصال دائم مع المنظمات الدولية لحقوق الإنسان لتتمكن من التدخل لدى السلطات المغربية.
- دعم أسر وضحايا الاختفاء القسري معنوياً ومادياً.
- دعم عمل المنظمات الحقوقية الصحراوية بأي وسيلة في الأراضي الجنوبية وخارجها.

## الكرامة
قبل تأسيسها رسمياً في عام 2002، تأسست كمجموعة في نوفمبر 1993 في روما، وكانت تطلق كل عام (منذ 1994) 3 أو 4 نشرات إعلامية بعنوان "الكرامة"، عن حقوق الإنسان في الصحراء الغربية.

## أنظر أيضا
- حقوق الإنسان في الصحراء الغربية
- تاريخ الصحراء الغربية
- رابطة أسر السجناء والمختفين الصحراويين
- الجمعية الصحراوية لضحايا الانتهاكات الجسيمة لحقوق الإنسان

## روابط خارجية
- تقرير هيومن رايتس ووتش